# 竜門県
竜門県（りゅうもんけん）は中華人民共和国広東省恵州市に位置する県。

## 歴史
1496年（弘治9年）、明により竜門県が設置された。1988年以前は広州市の管轄であった。

## 行政区画
下部に2街道、7鎮、1民族郷を管轄する
- 街道
  - 竜城街道、平陵街道
- 鎮
  - 麻榨鎮、永漢鎮、地派鎮、竜田鎮、竜潭鎮、竜華鎮、竜江鎮
- 民族郷
  - 藍田ヤオ族郷

## 交通

### 道路
- 高速道路
  -  武深高速道路（中国語版）
  -  広河高速道路（中国語版）
  -  汕湛高速道路（中国語版）
  -  韶恵高速道路（中国語版）
- 国道
  - G220国道（中国語版）
  - G355国道（中国語版）